# Ваді-Хаммамат
Ваді-Хаммамат — висохле в давнину русло, права притока Нілу, найкоротший і найзручніший шлях, що зв'язував район Фів з Червоним морем, коли там ще протікала річка. В епоху становлення Стародавнього Єгипту через Ваді-Хаммамат йшли експедиції в Пунт, проходили каравани з золотом, міддю, оловом і каменем, що видобувалися в районі Ваді-Хаммамат. На скелях ваді збереглися численні давньоєгипетські написи.